# Cimego
Cimego (im Trentiner Dialekt: Cimek, deutsch veraltet: Zimek oder Zimeck) ist eine Fraktion der italienischen Gemeinde (comune) Borgo Chiese in der Provinz Trient, Region Trentino-Südtirol.

## Geographie
Der Ort liegt etwa 43 Kilometer südwestlich von Trient an der orographisch rechten Seite des Chiese in den Inneren Judikarien auf 557 m s.l.m.

## Geschichte
Bis 2015 war Cimego eine eigenständige Gemeinde und wurde am 1. Januar 2016 mit Brione und Condino zur Gemeinde Borgo Chiese vereinigt. Zum Zeitpunkt der Auflösung zählte die Gemeinde Cimego 419 Einwohner und war Teil der Talgemeinschaft Comunità delle Giudicarie.

## Verkehr
An Cimego führt die Strada Statale 237 del Caffaro von Brescia nach Calavino vorbei.